# Rzęśl hakowata
Rzęśl hakowata (Callitriche hamulata Kütz. ex W.D.J.Koch) – gatunek rośliny z rodziny babkowatych. Występuje w Europie oraz na wybrzeżach Grenlandii.  
W Polsce rośnie głównie w części południowo-zachodniej.

## Morfologia

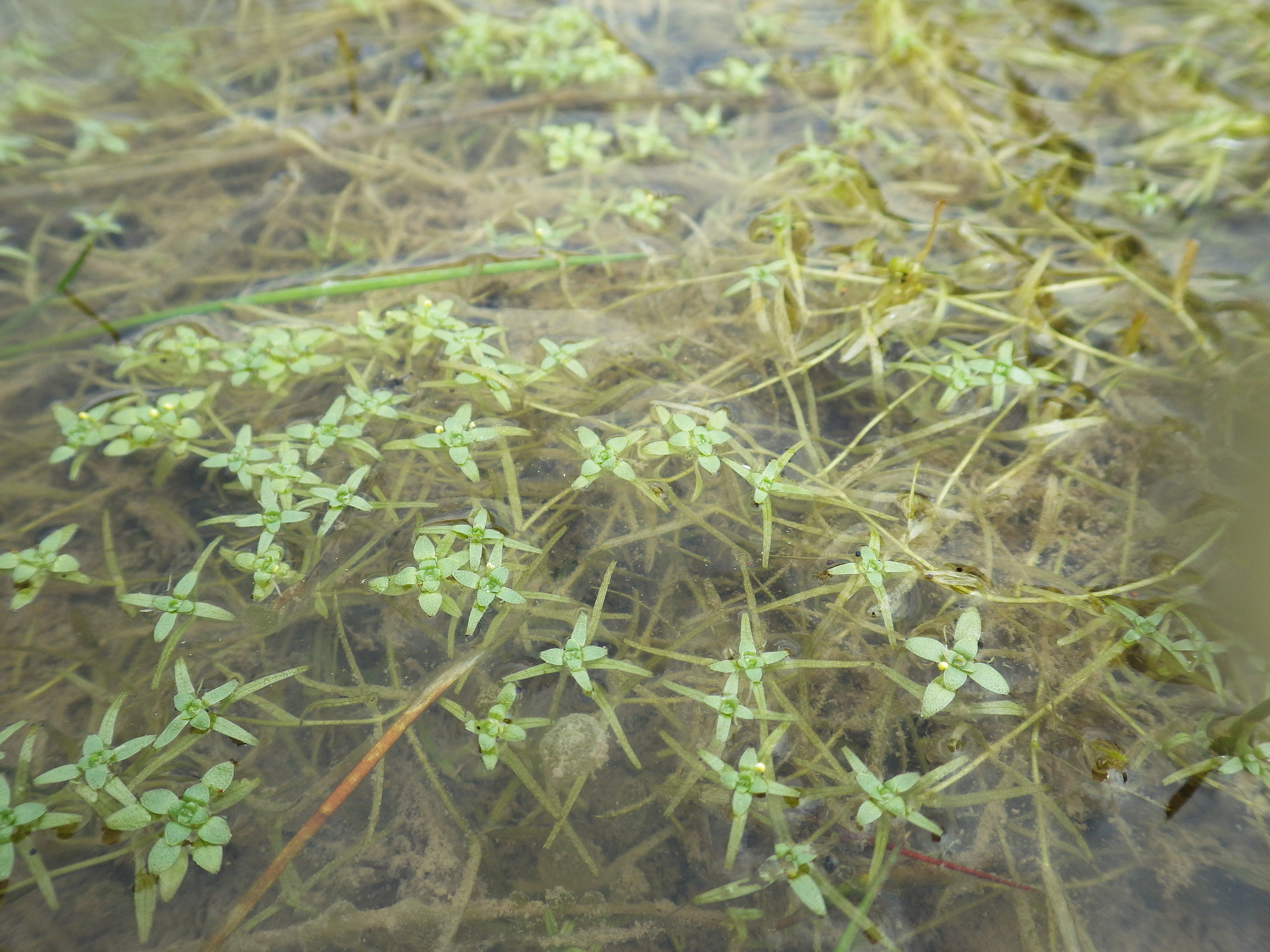
Pokrój

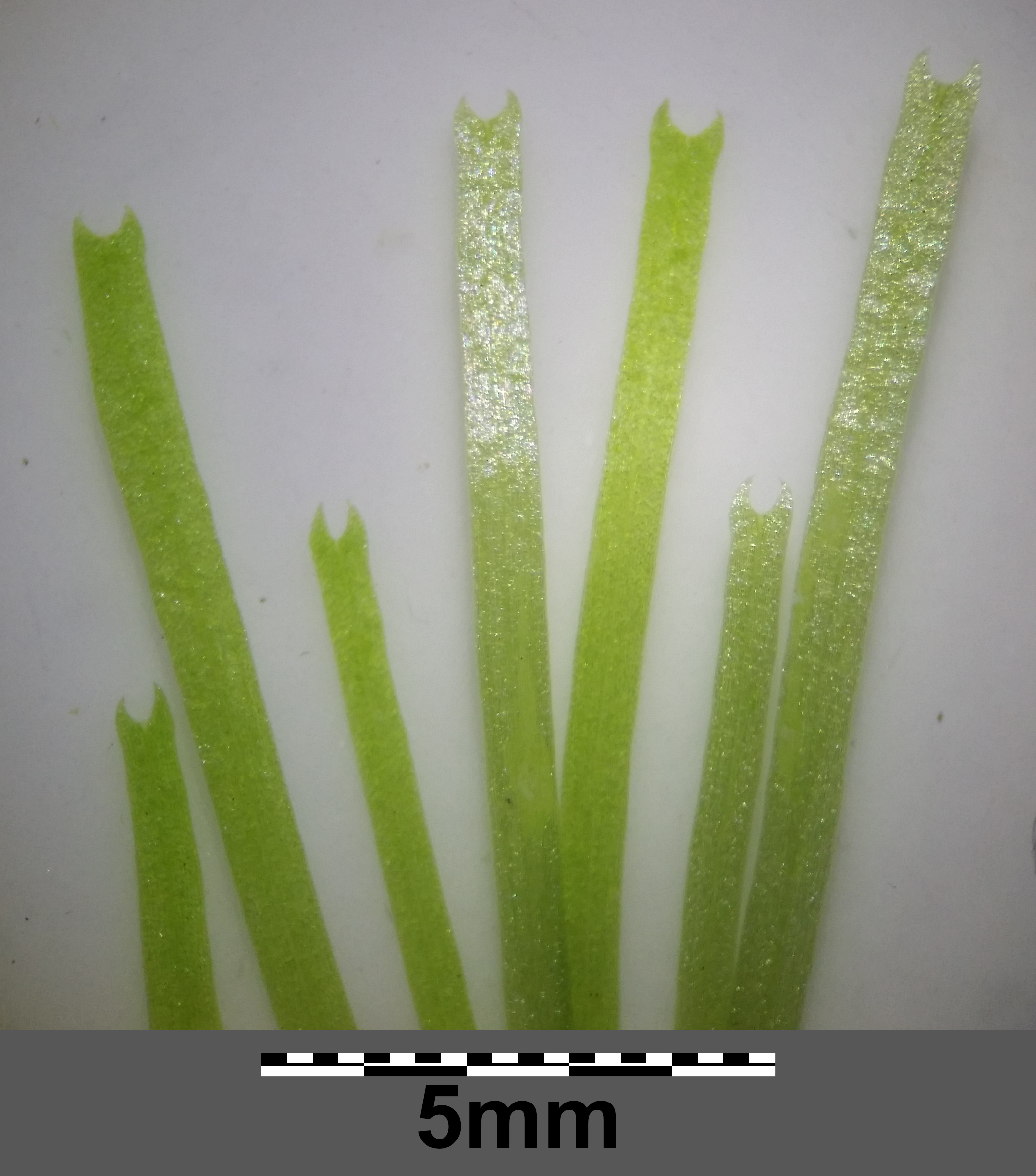
Wycięte końce liści zanurzonych

PokrójRoślina pokryta niewielkimi, gwiazdkowatymi włosami, zanurzona w wodzie.
ŁodygaO długości 10–45 cm.
LiścieJasnozielone, równowąskie, 1-3-nerwowe, wycięte na końcu.
KwiatyDwa podkwiatki, hakowato zgięte. Szyjka słupka nietrwała, szybko odpada po zapłodnieniu.
OwocNieobłoniony (lub bardzo wąsko obłoniony).

## Biologia i ekologia
Bylina, hydrofit. Rośnie w czystych, chłodnych i szybko płynących wodach, ubogich w węglan wapnia. Kwitnie od czerwca do października. Liczba chromosomów 2n = 38.
Gatunek charakterystyczny zespołu Ranunculo-Callitrichetum.

## Zastosowanie
Surowiec zielarski: napar, alkoholatura, maceraty z ziela (Herba Callitricheae) zawierają: irydoidy, flawonoidy, kwasy fenolowe.
Działanie: rozkurczowe na mięśnie gładkie (spazmolityczne), przeciwzapalne, antyseptyczne, bakteriostatyczne, przeciwwirusowe, hepatoprotekcyjne, moczopędne, immunostymulujące, uspokajające, przeciwkaszlowe. Wskazania: niewydolność wątroby, wirusowe zapalenie wątroby, stany skurczowe układu pokarmowego, układu moczowego i płciowego, stany zapalne gardła, jamy ustnej i przewodu pokarmowego, stany zapalne skóry, zaburzenia w wydzielaniu żółci, owrzodzenia jelit i żołądka.

## Zagrożenia i ochrona
Roślina umieszczona na polskiej czerwonej liście w kategorii DD (stopień zagrożenia nie może być określony).